# Luca Dürholtz
Luca Dürholtz (* 18. August 1993 in Remscheid) ist ein deutscher Fußballspieler, der aktuell beim 1. FC Köln unter Vertrag steht.

## Karriere

### Vereine
Luca Dürholtz spielte bis 2003 im Nachwuchsbereich der SG Hackenberg, bevor er als Zehnjähriger in die Jugend von Bayer 04 Leverkusen wechselte. Für die zweite Mannschaft des Werksclubs absolvierte er von 2012 bis 2014 74 Pflichtspiele in der Regionalliga West. Dabei gelangen ihm zehn Treffer. Zur Saison 2014/15 wechselte er ablösefrei in die 3. Liga zu Dynamo Dresden. Sein erstes Pflichtspiel für Dynamo absolvierte er am 26. Juni 2014 beim 2:1-Sieg gegen den VfB Stuttgart II. Hierbei gelang ihm in der 36. Minute auch sein erstes Ligator.
Am 11. Mai 2016 wurde bekannt gegeben, dass Luca Dürholtz nach dem Aufstieg mit Dynamo Dresden zur Saison 2016/17 nach Kiel zu KSV Holstein wechselt.
Im Juli 2018 wechselte Dürholtz zum Südwest-Regionalligisten SV Elversberg.
Nach drei sehr erfolgreichen Jahren im Südwesten unterschrieb Dürholtz einen Zweijahresvertrag bei Rot-Weiss Essen.
Bereits im August 2022 wechselte er zurück nach Elversberg. Am Ende der Saison 2022/2023 stieg er mit seinem Verein in die 2. Bundesliga auf. 
Im Sommer 2025 wechselte er zur zweiten Mannschaft des 1. FC Köln.

### Nationalmannschaft
Dürholtz trug zwischen 2008 und 2010 insgesamt 19 Mal das Trikot der deutschen U-16- und U-17-Auswahlmannschaften.

## Erfolge
- 2016: Aufstieg in die 2. Bundesliga mit der SG Dynamo Dresden als Meister der 3. Liga
- 2022: Aufstieg in die 3. Liga mit Rot-Weiss Essen als Meister der Regionalliga West
- 2023: Aufstieg in die 2. Bundesliga mit der SV Elversberg als Meister der 3. Liga